# Пугач, Исай Маркович
Исай Маркович Пугач (род. 22 августа 1894, Чернигов, Российская империя — 5 мая 1954, Москва, СССР) — советский специалист в области подготовки кадров для угольной промышленности. В 1921 году основал и возглавил Донецкий горный институт (ныне Донецкий национальный технический университет). В своей работе впервые применил передовой для того времени метод организации учебного процесса, состоящий в постоянном сочетании теоретических занятий с практическими. За заслуги в деле подготовки кадров награждён двумя орденами Ленина. Наряду с учебной, занимался научной и конструкторской деятельностью. Участвовал в разработке первых советских угольных комбайнов. Главными научными трудами являются «Горное дело» и «Горноспасательное дело».

## Биография
И. М. Пугач родился 22 августа 1894 года в Чернигове в бедной многодетной семье. В возрасте 13 лет ушёл из дома на заработки и начал работать на шахтах Донбасса простым рабочим. Несмотря на тяжёлый шахтёрский труд, сумел закончить сначала горное училище, а затем и инженерные курсы. В дальнейшем, работая заместителем начальника Юзовско-Макеевского угольного района, столкнулся с острой нехваткой квалифицированных кадров для восстановления разрушенной гражданской войной инфраструктуры Донбасса. В связи с этим И. М. Пугач выдвинул план создания в Юзовке горного техникума и рабфака для подготовки инженеров узкого профиля из рабочих. Именно такие люди, по его мнению, должны были организовать восстановление рудников и шахт, двинуть вперёд добычу донецкого угля, дать жизнь заводам и фабрикам, тепло и свет городам России. В 1926 году И. М. Пугач преобразовал созданный им техникум в Донецкий горный институт (ныне ДонНТУ) и возглавил его. Был последовательным приверженцем наглядных, доступных методов обучения. «Весь процесс обучения, — писал он, — проходит в мастерских, на шахте, в лабораториях, технических кабинетах, музеях. Здесь на живых примерах студент постигает как специальные предметы, так и математику, химию, физику, естествознание и пр. Ни одного слова без иллюстрации или опыта…». Многие из учеников И. М. Пугача в дальнейшем стали видными учёными, государственными и общественными деятелями, например, Н. С. Хрущёв.
В начале 1930-х годов, в связи с началом строительства московского метрополитена, И. М. Пугач был направлен в Москву на должность первого заместителя начальника метростроя Л. М. Кагановича.
В годы войны руководил военизированными горноспасательными частями, предотвратившими немало шахтных аварий и диверсий противника.
После войны был руководителем главных управлений кадров и учебных заведений министерства угольной и тяжёлой промышленности СССР. Пользуясь своим служебным положением, под предлогом нехватки рабочих для восстановления разрушенного войной народного хозяйства, регулярно лично выезжал в места лишения свободы для отбора персонала, спасая от гибели тысячи людей, преимущественно незаконно репрессированных.
Умер Исай Маркович Пугач 5 мая 1954 году в Москве.

## Научные достижения
Крупный специалист в области подготовки кадров для угольной промышленности. Разрабатывал научно обоснованные методики обучения как специалистов, так и рабочих, основанные на тесном сочетании теории и практики. Технические аспекты обучения изложены в учебнике «Горное дело», где приведены передовые для того времени сведения о технике и технологии добычи полезных ископаемых. Вместе с тем, разрабатывал научные методы и организационные мероприятия по борьбе с авариями на шахтах, изложенные в капитальном труде «Горноспасательное дело». И. М. Пугач был также талантливым изобретателем и конструктором, имел ряд авторских свидетельств на изобретения. Например, усовершенствовал конструкцию угольного комбайна, что привело к повышению его производительности. Во время работы на строительстве первой линии Московского метрополитена предложил метод осушения плывунов, который актуален до сих пор. Также запатентовал новый способ сооружения станционных тоннелей.

## Награды
Указами Президиума Верховного Совета СССР «за большие заслуги в деле подготовки высококвалифицированных кадров для угольной промышленности» награждён двумя орденами Ленина в 1941 и 1946 году.

## Труды
- Горное дело: Учебник по техн. минимуму для рабочих / И. М. Пугач. — Москва ; Ленинград : Углетехиздат, 1950. — 284 с.
- Горное дело: Учеб. пособие для техн. училищ / И. М. Пугач, Е. С. Ватолин. — 2-е изд., испр. — Москва : Углетехиздат, 1958. — 255 с.
- Горноспасательное дело и предупреждение шахтных аварий / И. М. Пугач, Я. Л. Полесин, Е. Е. Шуб. — Москва : Углетехиздат, 1955. — 400 с.
- Реформа высшего индустриально-технического образования на принципах «Кооперативной системы» / Инж. И. М. Пугач, ректор Донец. горн. ин-та. — Сталин: Донец. горн. ин-т, 1929. — 18 с.
- Учебные планы и программы Производственно-технических курсов Метростроя / Под ред. пред. Учеб.-метод. совета строительства инж. И. М. Пугача ; СССР. Ударное гос. строительство Моск. Метрополитена… Отд. подготовки кадров. — Москва : Ред.-изд. отд. Метростроя, 1935 (тип. газ. «Правда»). — 1 т.
- Общетехнические факультеты: Сборник материалов / Под ред. инж. И. М. Пугача ; Со вступ. статьей Д. А. Петровского ; НКТП. Глав. упр. учеб. заведениями. — Москва ; Ленинград : ОНТИ. Сектор ведомственной лит-ры, 1935 (М. : тип. изд-ва «Дер эмес»). — Обл., 113, [2] с.